# Cassican flûteur
Vous lisez un « article de qualité » labellisé en 2011.
Gymnorhina tibicen
Genre
Espèce
Synonymes
- Coracias tibicen Latham, 1802
- Cracticus tibicen (Latham, 1802)

Statut de conservation UICN

 LC  : Préoccupation mineure
Le Cassican flûteur (Gymnorhina tibicen) est une espèce de passereaux noir et blanc de taille moyenne originaire d'Australie et du sud de la Nouvelle-Guinée. Unique membre du genre Gymnorhina de la famille des Artamidae, l'espèce est étroitement apparentée aux autres cassicans, qui appartiennent au genre Cracticus. Elle a, pendant un temps, été divisée en trois espèces distinctes, mais des zones d'hybridation entre les différentes formes ont renforcé l'idée qu'il s'agissait d'une seule population avec plusieurs sous-espèces, dont neuf sont maintenant reconnues.
L'adulte est assez robuste et mesure 37 à 43 cm de longueur. Il présente un plumage noir et blanc, des yeux rouges et un puissant bec pointu presque blanc, en fait mêlé de bleu très pâle et de noir. Le mâle et la femelle sont semblables et ne se distinguent que par quelques marques différentes sur le dos. Avec ses longues pattes, le Cassican flûteur marche plus qu'il ne sautille, sans se dandiner, et passe beaucoup de temps au sol. C'est cette particularité qui a conduit certaines autorités à le maintenir dans un genre à part, Gymnorhina. Considéré comme l'un des oiseaux-chanteurs les plus célèbres d'Australie, le Cassican flûteur possède une gamme de vocalisations complexe.
C'est un oiseau omnivore mais l'essentiel de son régime se compose d'invertébrés. Il est généralement sédentaire sur toute son aire de répartition, avec un comportement territorial marqué. Commun et largement répandu, il s'est bien adapté à la présence humaine et est devenu un oiseau familier des parcs, jardins et terres agricoles d'Australie et de Nouvelle-Guinée. Il a été introduit en Nouvelle-Zélande dans les années 1860 où il est devenu espèce invasive, chassant les espèces indigènes. Il a également été introduit dans les îles Salomon et Fidji, où il n'est pas devenu envahissant.
Le printemps est la saison des problèmes entre humains et cassicans dans toute l'Australie, quand une petite minorité d'oiseaux reproducteurs (presque toujours des mâles) deviennent agressifs et plongent pour attaquer toute personne (généralement les cyclistes) passant à proximité de leur nid. Cette espèce est souvent nourrie par les amateurs d'oiseaux et elle est la mascotte de plusieurs célèbres équipes sportives australiennes.

## Appellations
La coloration de cet oiseau rappelle celle de la Pie bavarde (Pica pica) et d'ailleurs le nom vernaculaire anglais comporte le terme « magpie », nom qui désigne un grand nombre d'oiseaux également appelés pies en français. L'oiseau est également connu sous d'autres noms comme « pie flûtiste », « corbeau flûteur » et, sous une forme analogue à la forme anglaise, « pie australienne ». C'était en effet une pratique courante pour les premiers colons de nommer les plantes et les animaux d'après des homologues européens. Son nom spécifique dérive du latin tibicen, qui signifie « joueur de flûte » ou de « pipeau » en référence à son chant mélodieux,. Le premier nom vernaculaire anglais enregistré est Piping Roller écrit sur une planche descriptive de Thomas Watling datant d'entre 1788 et 1797. Les Aborigènes Eora et Darug de la région de Sydney l'appellent Tarra-won-nang, djarrawunang, wibung ou marriyang, les Wiradjuri booroogong ou garoogong et les Jardwadjali du Victoria carrak. Pour les Kamilaroi, c'est le burrugaabu, galalu ou guluu. Il est connu comme le warndurla en langue Yinjibarndi du Pilbara central et occidental.

## Description

### Morphologie

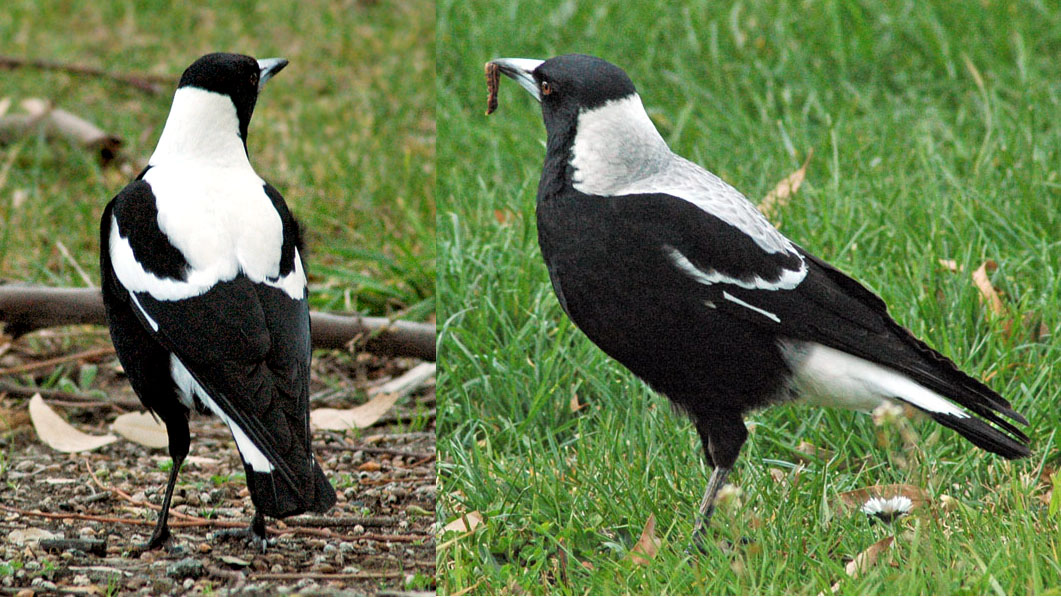
Un couple de Cassicans tasmans (sous-espèce G. t. hypoleuca). Le mâle, à gauche se distingue à son dos d'un blanc pur.

Le Cassican flûteur adulte est un oiseau assez robuste, mesurant entre 37 et 43 cm de longueur avec une envergure de 65 à 85 cm et un poids de 220 à 350 g. Son bec fort et pointu est bleu clair bordé de noir, avec un petit croc à l'extrémité. Les pattes noires sont longues et fortes. Le plumage se compose de blanc et d'un noir pur et brillant ; les deux sexes de toutes les sous-espèces ont la tête, les ailes et le ventre noirs et les épaules blanches. La queue a une bande terminale noire. La nuque est parfaitement blanche chez le mâle et plutôt gris clair chez la femelle. Les individus d'âge mûr ont les yeux rouges, contrairement aux réveilleurs qui ont les yeux jaunes et aux corbeaux et corneilles australiens qui ont les yeux blancs.

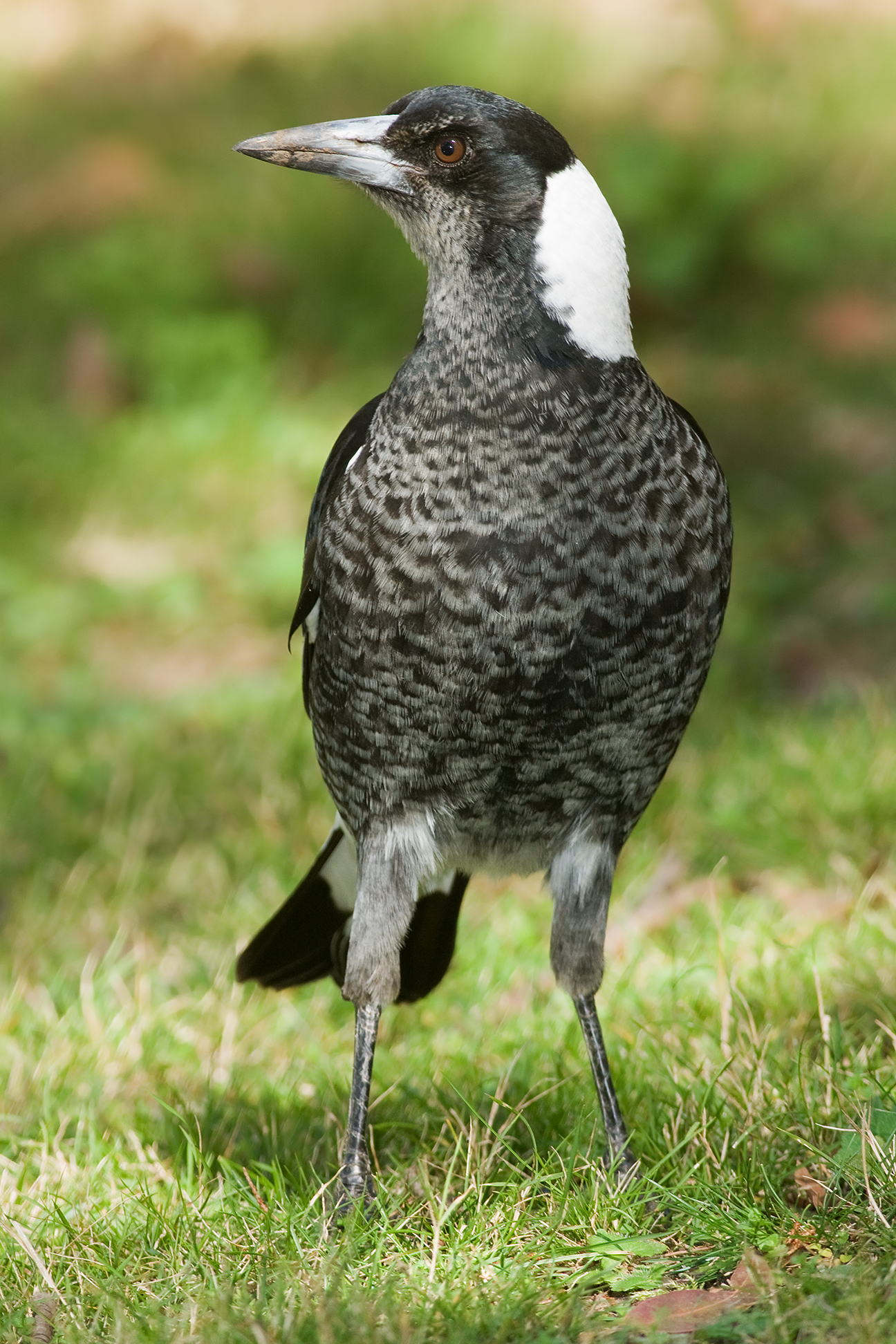
G. t. tibicen juvénile.

La principale différence entre les sous-espèces se trouve dans la selle — la région du dos en arrière de la nuque —. Les sous-espèces dites « à dos noir » ont une selle noire et la nuque blanche. Les sous-espèces dites « à dos blanc » ont une selle et une nuque blanches. Le mâle de la sous-espèce G. tibicen dorsalis est également à dos blanc, mais la zone équivalente chez la femelle est festonnée de noir.
Les juvéniles ont des plumes gris clair et brunes dans leur plumage noir et blanc. Les individus âgés de deux ou trois ans des deux sexes se ressemblent beaucoup et sont difficiles à distinguer des femelles adultes. Les oiseaux immatures ont les yeux brun foncé jusqu'à environ l'âge de deux ans.

### Espèces similaires
Facilement reconnaissable, le Cassican flûteur est peu susceptible d'être confondu avec une autre espèce. Le Cassican à gorge noire lui est en effet semblable par son aspect et son plumage, mais il a le ventre blanc et les yeux noirs, contrairement au Cassican flûteur qui a le ventre noir et les yeux rouges. La Gralline pie est un oiseau plus petit, moins trapu, avec un plumage noir et blanc disposé très différemment, et les yeux bleus. Les réveilleurs du genre Strepera ont un plumage plus sombre, les yeux jaunes et un bec plus gros.

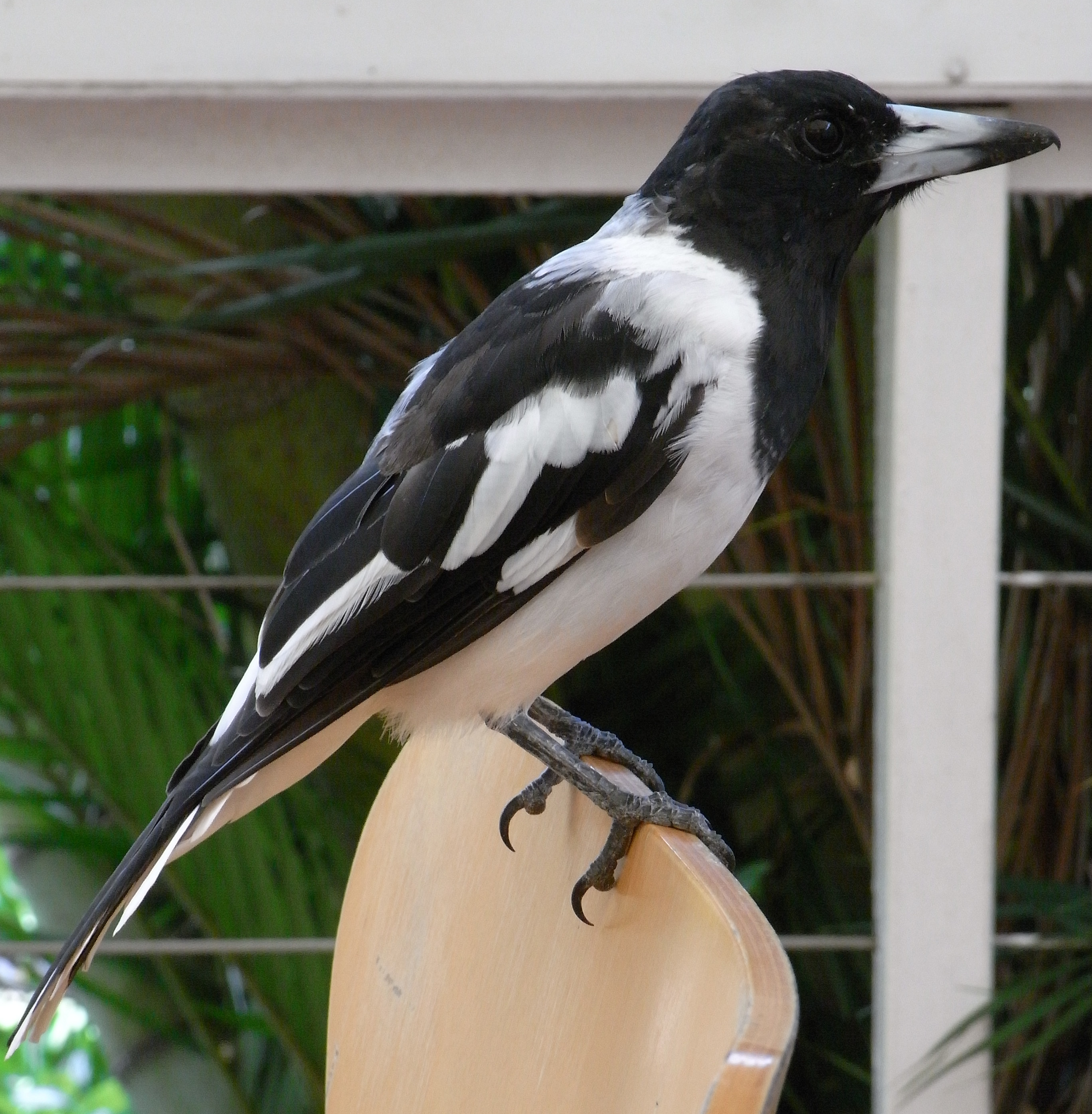
Cassican à gorge noire (Cracticus nigrogularis)
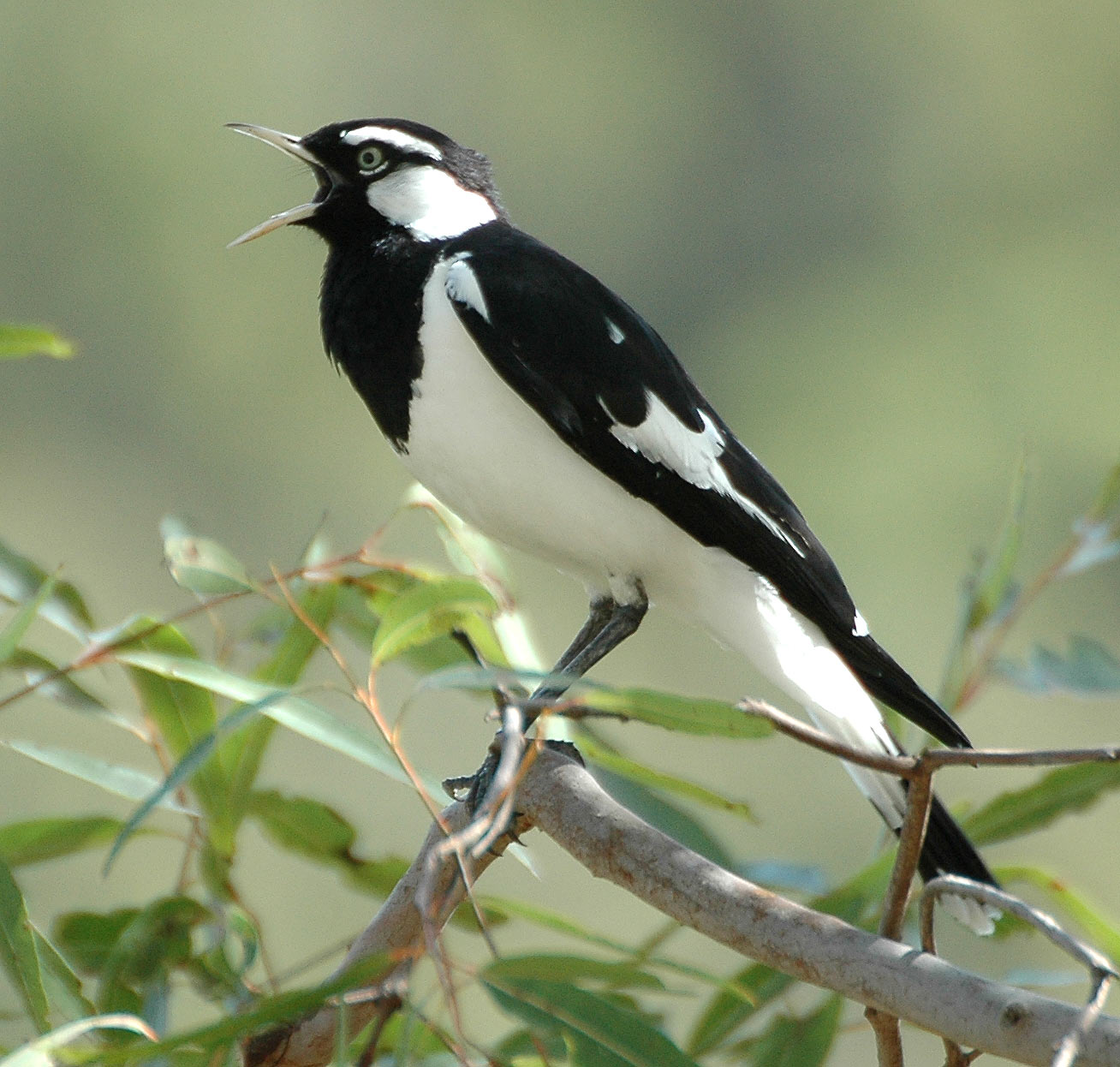
Gralline pie (Grallina cyanoleuca)
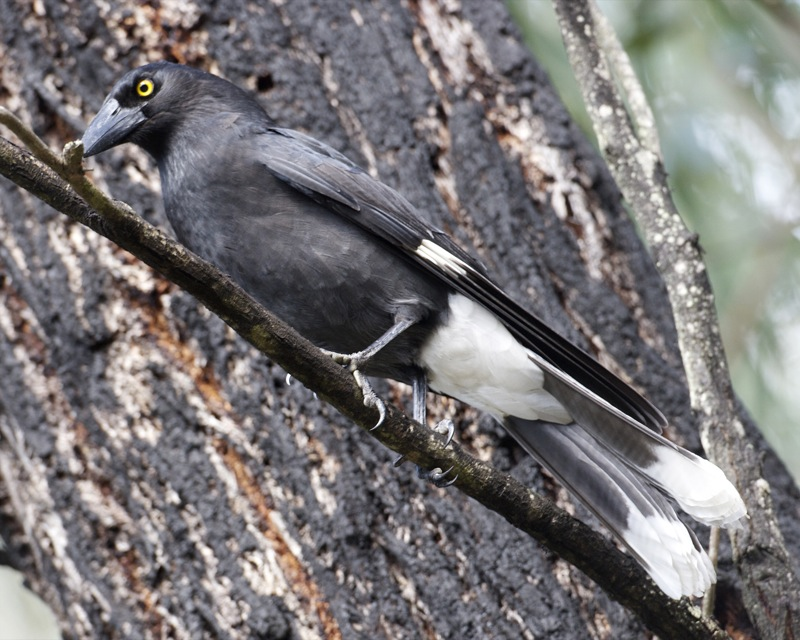
Grand Réveilleur (Strepera graculina)

## Écologie et comportement

### Vocalisations
Pour un article plus général, voir Vocalisation des oiseaux.
Considéré comme l'un des meilleurs oiseaux chanteurs d'Australie, le Cassican flûteur émet une grande variété de sons musicaux, dont beaucoup sont complexes. Il peut faire varier la hauteur de ses appels sur quatre octaves et imiter plus de 35 espèces d'oiseaux indigènes et exotiques, ainsi que chiens et chevaux. Il peut imiter la parole humaine quand il vit à proximité étroite des humains. Son chant complexe, musical est l'un des plus familiers des Australiens.
Quand il est seul, l'oiseau peut gazouiller doucement ; ces gazouillis complexes, mélodieux sont situés dans une fréquence de 2 à 4 kHz et ne portent pas sur de longues distances. Ces chants ont été enregistrés sur une durée de 70 minutes et sont plus fréquents après la fin de la saison de reproduction. En groupes, les Cassicans flûteurs lancent un chant musical puissant appelé localement « carolling », pouvant être traduit en « chant choral », pour avertir de leur présence ou défendre leur territoire. Un oiseau entonne le chant et il est rejoint par un second individu (et parfois plus) qui chante avec lui. Souvent précédé d'un gazouillis, le chant choral a une fréquence située entre 6 et 8 kHz et comprend quatre ou cinq thèmes avec des transitions confuses. Pour chanter, le Cassican flûteur adopte une position spécifique en inclinant la tête en arrière, gonflant la poitrine et déplaçant ses ailes vers l'arrière. Un groupe chantera une version courte répétitive d'un chant choral juste avant l'aube (dawn song pour les anglophones, soit le « chant de l'aube ») et au crépuscule, après le coucher du soleil (dusk song pour les anglophones, soit le « chant du crépuscule »), en hiver et au printemps.
Les oisillons et les jeunes émettent un appel quémandeur court, répété et bruyant (80 dB), haut perché (8 kHz). Ils peuvent aussi claquer du bec pour avertir les autres espèces d'oiseaux d'un danger. Ils emploient plusieurs sons aigus (entre 8 et 10 kHz) d'alarme ou de ralliement quand ils ont repéré un intrus ou une menace. Il a été enregistré des cris distincts à l'approche de rapaces diurnes et de varans.

### Comportement social
Le Cassican flûteur est un oiseau essentiellement diurne mais il peut chanter la nuit comme certains autres membres de la famille des Artamidae. Ses prédateurs naturels comprennent diverses espèces de varans ainsi que la Ninoxe aboyeuse (Ninox connivens). Les oiseaux sont également tués sur les routes, électrocutés par les lignes électriques ou empoisonnés après avoir mangé des moineaux, des souris, des rats ou des lapins eux-mêmes empoisonnés. Le Corbeau d'Australie (Corvus coronoides) peut également voler les oisillons du cassican laissés sans surveillance.

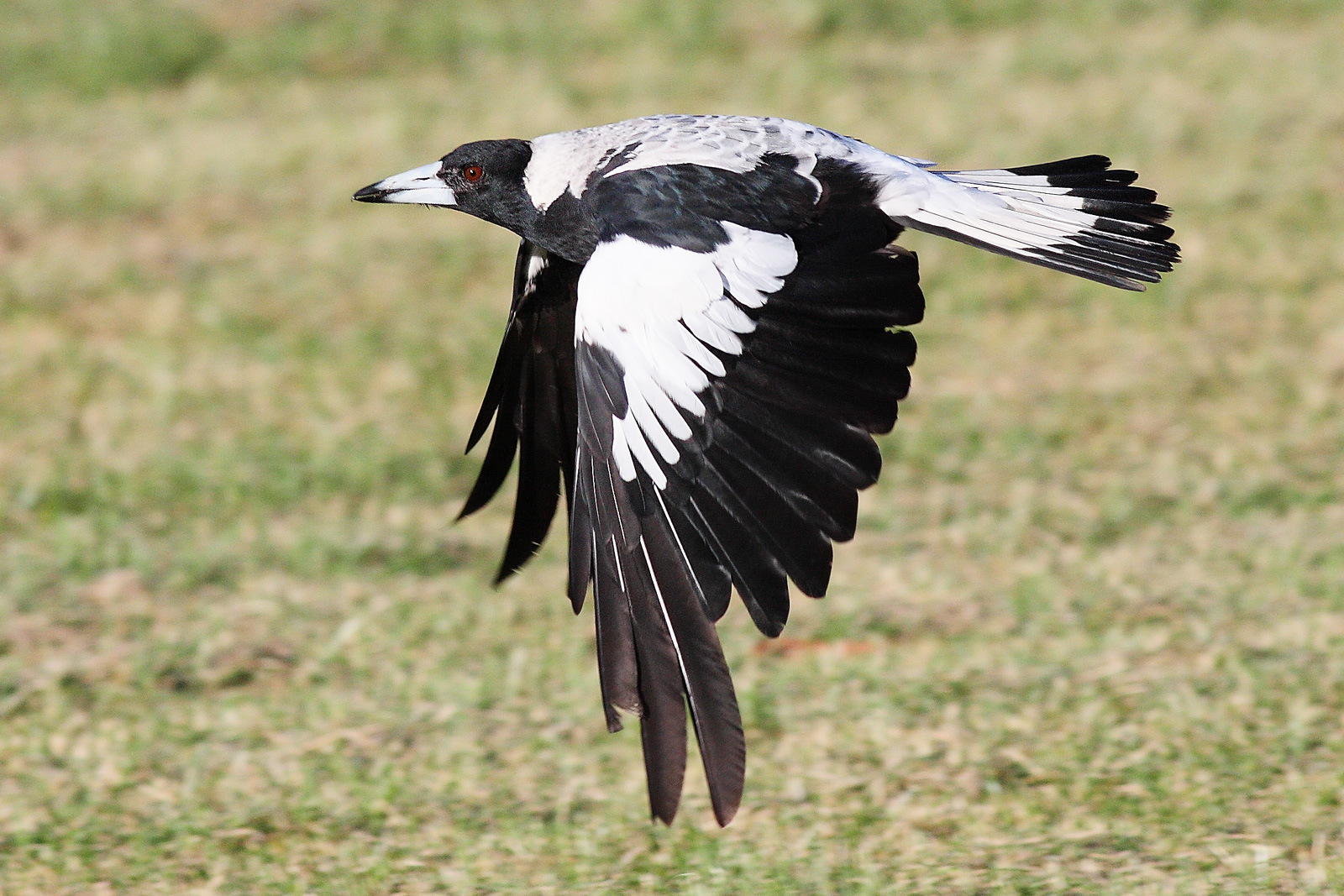
Cassican femelle de la sous-espèce tyrannica en vol.

Sur le sol, le Cassican flûteur se déplace en marchant et c'est le seul membre de la famille des Artamidae à le faire ; les langrayens du genre Artamus, les cassicans du genre Cracticus et les réveilleurs du genre Strepera ont tous tendance à sauter avec les pattes parallèles. Le cassican a une cuisse courte et une longue jambe ce qui fait que ses pattes sont plus adaptées à la marche qu'à la course, même s'il peut courir sur de courtes distances pour attraper ses proies. Ce cassican est généralement sédentaire et vit en groupe sur un territoire. Un groupe peut occuper et défendre le même territoire pendant plusieurs années.

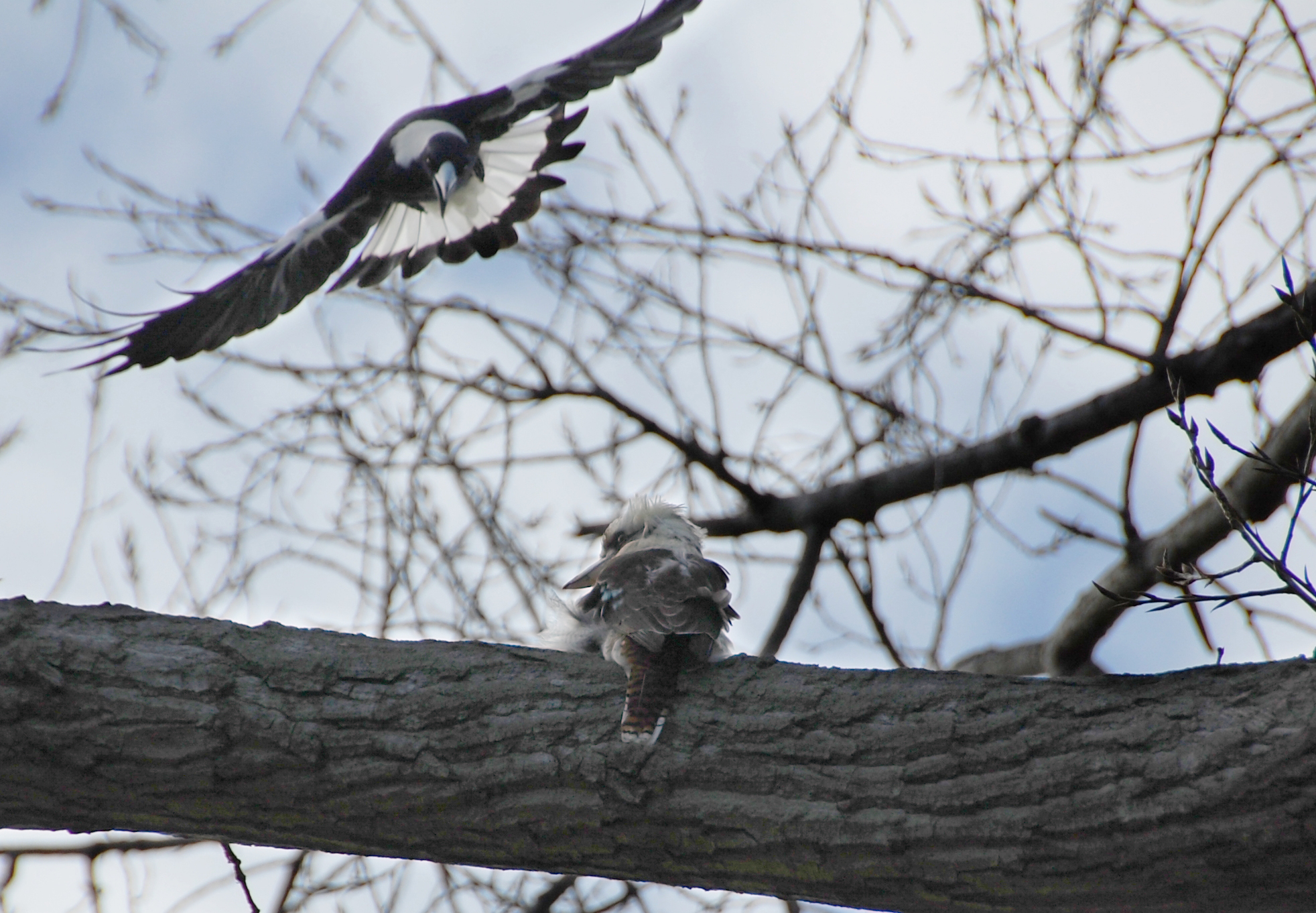
Cassican fondant en piqué sur un Kookaburra (Dacelo novaeguineae) posé sur une branche.

Beaucoup d'énergie est consacrée à la défense d'un territoire contre les intrus, en particulier les autres oiseaux et il a été observé des comportements de défense variés selon les différents adversaires. La vue d'un rapace entraîne un cri de ralliement lancé par les sentinelles du groupe et une chasse coordonnée de l'intrus. Les cassicans se placent de chaque côté de l'oiseau de proie, de sorte qu'il sera attaqué par derrière s'il s'en prend à un individu du groupe. Ils le harcèlent et le poursuivent jusqu'à une certaine distance au-delà de leur territoire. Un groupe utilise le chant choral comme signal de propriété de son domaine et met ainsi en garde les autres cassicans. Au stade de négociation entre groupes, un ou deux cassicans dominants défilent le long de la frontière du territoire défendu alors que le reste du groupe se tient un peu en recul et observe. Les cassicans dominants vont gonfler leurs plumes et chanter à plusieurs reprises. Dans une épreuve de force, et si les deux groupes antagonistes sont à peu près égaux en nombre d'individus, tous les oiseaux vont voler et constituer une ligne à la frontière du territoire. Le groupe de défense peut également recourir à une démonstration aérienne où les cassicans dominants, parfois l'ensemble du groupe, plongent sur le groupe d'intrus tout en criant.

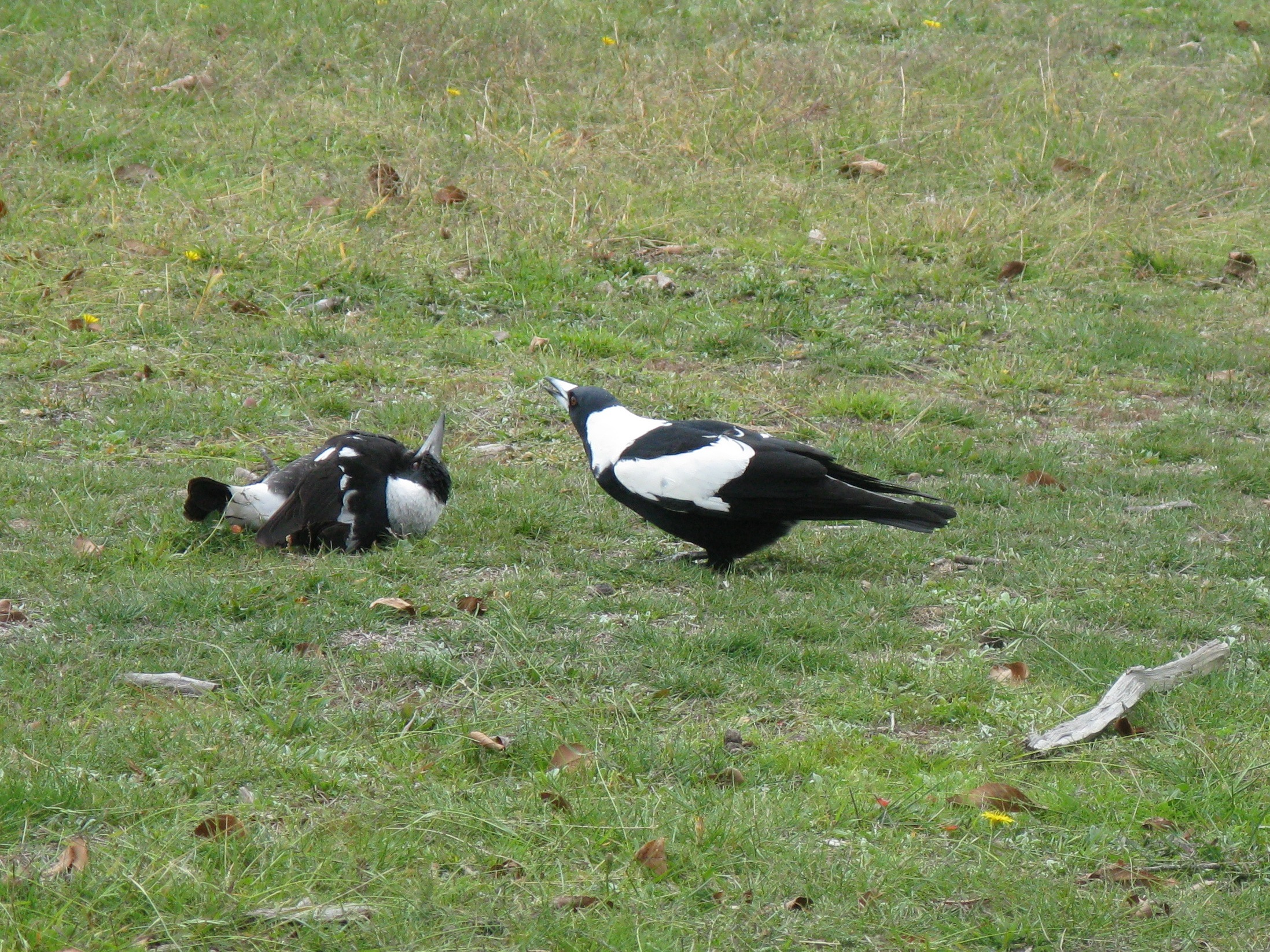
Deux cassicans dans l'herbe dont un juvénile roulant sur le dos en signe de soumission.

Il a été observé chez ces cassicans une grande variété de comportements sociaux dont certains sont agressifs et caractéristiques des dominants. Parmi les signes de soumission, on observe des oiseaux s'accroupissant en poussant de discrets appels quémandeurs ou faisant de petits battements rapides des extrémités alaires. Un cassican, notamment jeune, peut également s'allonger, rouler sur le dos et exposer son ventre. Il peut gonfler les plumes de ses flancs pour montrer son comportement agressif ou attaquer. Les jeunes oiseaux montrent diverses formes de comportement ludiques, soit seuls, soit en groupe, les oiseaux les plus âgés apprenant la procédure aux plus jeunes. Ils peuvent ainsi aller chercher, manipuler et tracter des objets divers tels que bâtons, pierres ou morceaux de fil de fer pour les transmettre à d'autres oiseaux. Un individu peut ramasser une plume ou une feuille, s'envoler avec elle et être poursuivi par d'autres oiseaux qui tenteront de le faire tomber en tirant sur les plumes de sa queue. Ils peuvent sauter l'un sur l'autre et même simuler des combats. Ils peuvent même jouer avec d'autres espèces telles que le Méliphage à oreillons bleus (Entomyzon cyanotis) et le pipit austral (Anthus australis).

### Alimentation

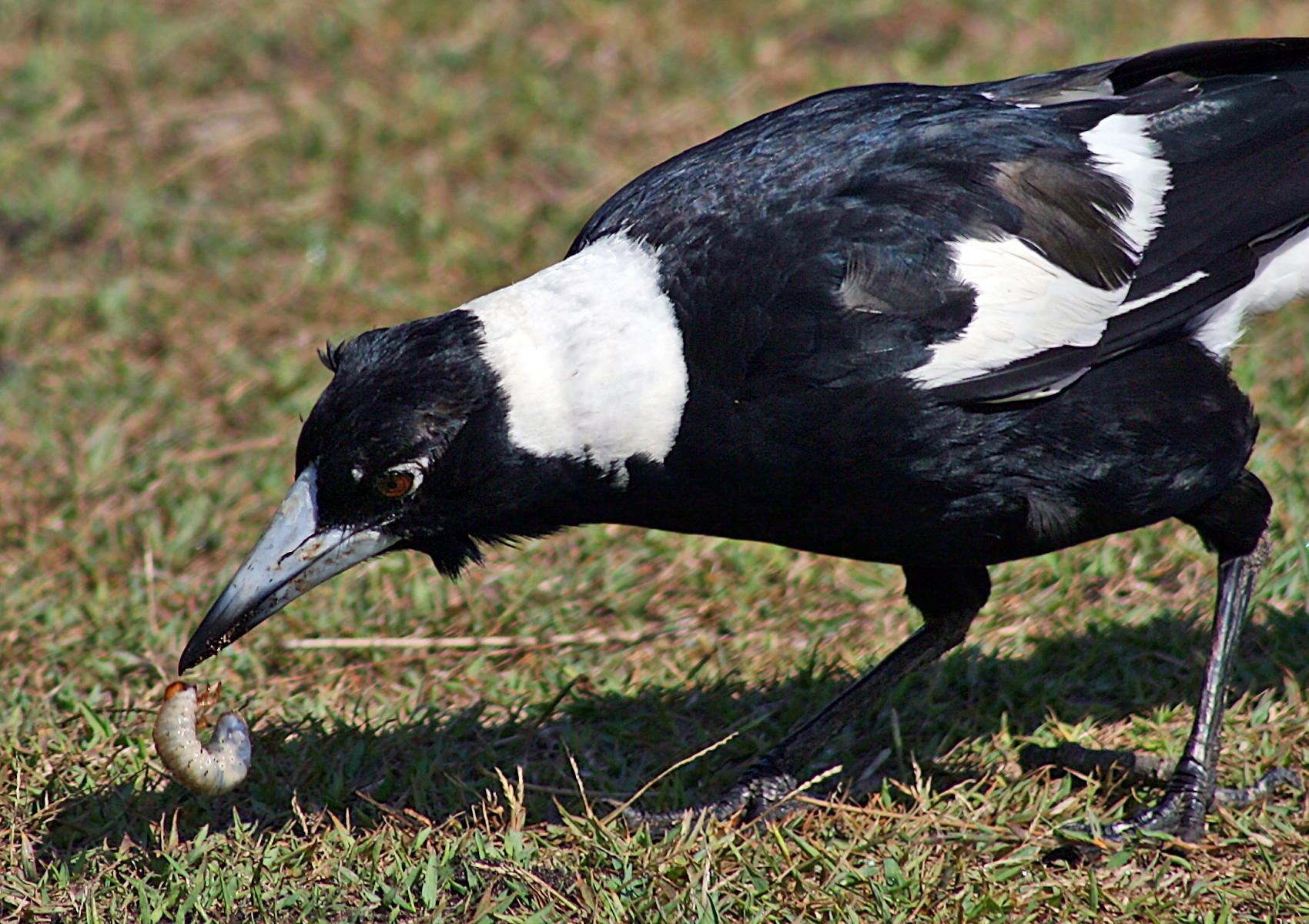
Cassican flûteur prospectant à la recherche de nourriture et venant de dénicher une larve.

Le Cassican flûteur est omnivore, mangeant les différents produits alimentaires qu'il peut trouver sur le sol comme vers de terre, mille-pattes, escargots, araignées, scorpions ainsi qu'un grand nombre d'insectes tels : cafards, fourmis, coléoptères, papillons, chenilles et autres larves. Il consomme aussi des scinques, des grenouilles, des souris et d'autres petits animaux, ainsi que des céréales, des tubercules, des fruits. Il a même appris à manger sans risque le Crapaud buffle (Rhinella marina) pourtant porteur de venin sur son dos, simplement en le retournant et en ne consommant que la partie ventrale. Se nourrissant essentiellement sur le sol, le Cassican flûteur balaie méthodiquement les zones dégagées pour trouver insectes et larves. Une étude a montré qu'il peut repérer les larves de scarabée au bruit. Il utilise son bec pour fouiller dans la terre ou remuer les débris à la recherche de nourriture. Les petites proies sont avalées en entier, même les insectes piqueurs comme les abeilles et les guêpes, après que l'oiseau a retiré leurs dards.

### Reproduction

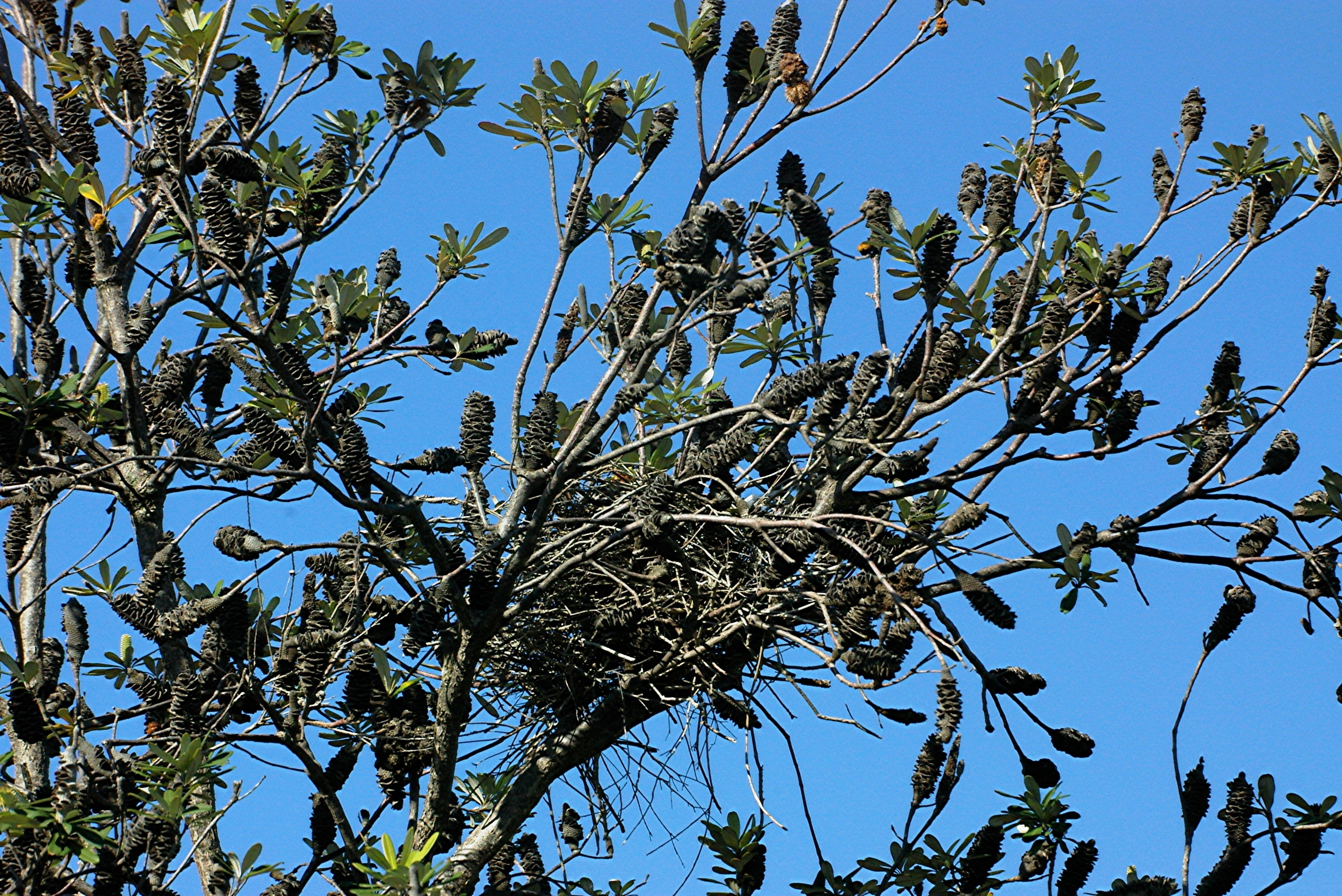
Nid dans un Banksia.

Les cassicans ont une longue saison de reproduction qui varie suivant les régions. Dans le Nord de l'Australie, ils se reproduisent entre juin et septembre mais ne commenceront pas avant août ou septembre dans les régions froides et iront jusqu'en janvier dans certaines régions alpines. Le nid est une structure en forme de coupe faite de branches et doublée de matériaux tendres comme herbe et écorce. À proximité des habitations humaines, ils peuvent y incorporer des matériaux synthétiques. Les nids sont construits exclusivement par les femelles et généralement placés en hauteur dans la fourche d'un arbre, souvent dans un lieu bien en vue. Les arbres les plus couramment utilisés sont les eucalyptus mais il peut s'agir aussi d'une grande variété d'autres arbres indigènes ou importés, comme les pins, les aubépines et les ormes. D'autres espèces, telles que l'Acanthize à croupion jaune (Acanthiza chrysorrhoa), le Rhipidure hochequeue (Rhipidura leucophrys), la Gérygone blanchâtre (Aphelocephala leucopsis) et, plus rarement, le Méliphage bruyant (Manorina melanocephala), nichent souvent dans le même arbre que le Cassican. Les deux premières espèces peuvent même construire leur nid juste au-dessous d'un nid de Cassican, tandis que la minuscule Pardalote à point jaune (Pardalotus striatus) fait sa place dans la base du nid lui-même. Ces intrusions sont tolérées par les Cassicans. Le Coucou présageur (Scythrops novaehollandiae) est un parasite de couvée notable dans l'Est de l'Australie ; les Cassicans élèveront le jeune coucou qui se débarrassera par la suite des oisillons de ses hôtes.

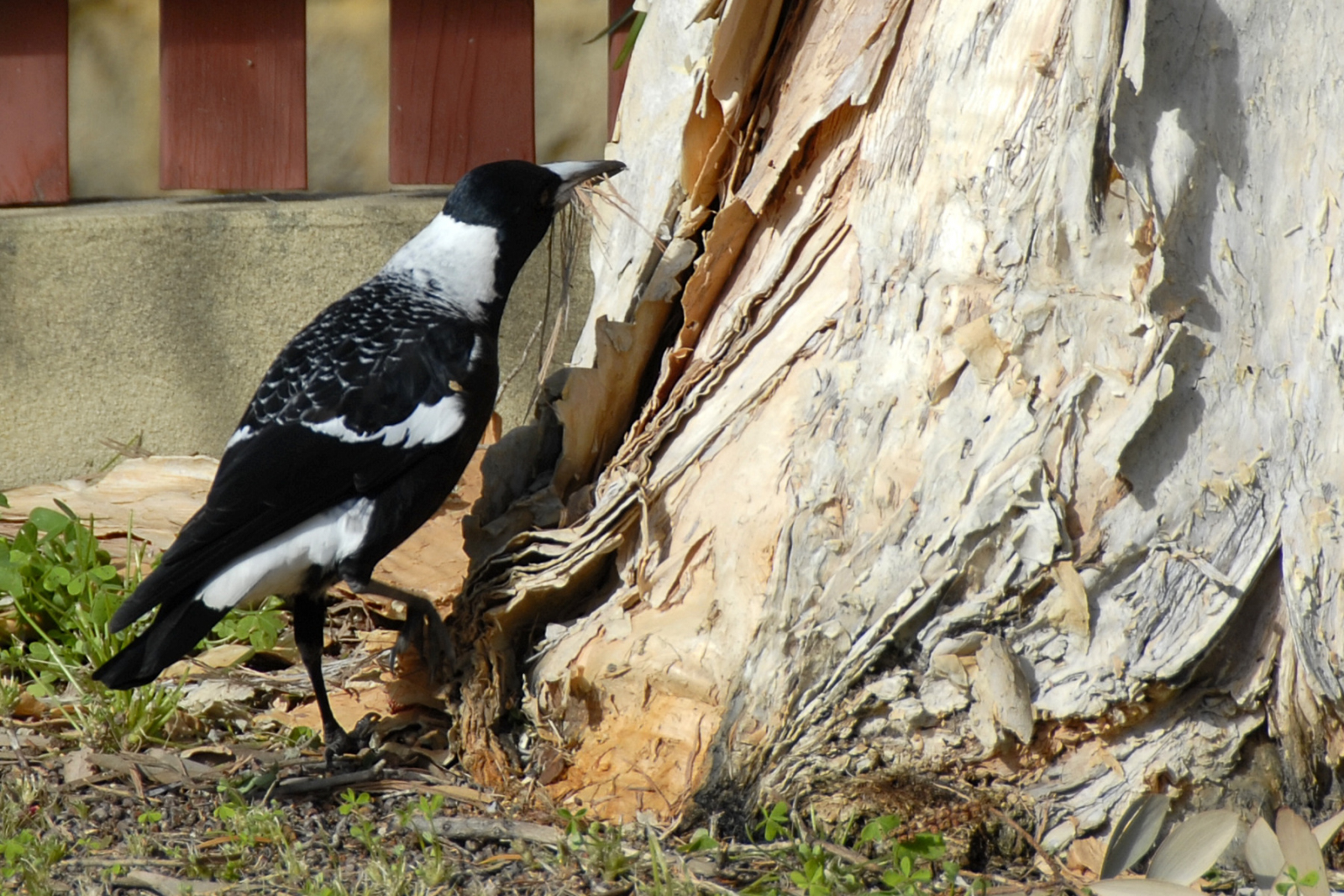
G. tibicen dorsalis ramassant des matériaux pour son nid.

La femelle Cassican flûteur pond de deux à cinq œufs bleu clair ou verts d'environ 27 × 38 mm. Les poussins éclosent de manière synchrone environ vingt jours après le début de l'incubation. Comme chez tous les passereaux, les poussins sont nidicoles : ils naissent roses, nus et aveugles avec de grands pieds, un grand bec court et une gorge rouge vif. Leurs yeux sont entièrement ouverts à environ dix jours. Les poussins développent un fin duvet sur la tête, le dos et les ailes dans la première semaine et les plumes apparaissent la deuxième semaine. La coloration noire et blanche est visible à un stade précoce. Les oisillons sont nourris exclusivement par la femelle, bien que le mâle nourrisse sa partenaire. Le Cassican flûteur est connu pour pratiquer un élevage coopératif, d'autres oiseaux du groupe venant aider à nourrir et élever les jeunes. Ce comportement existe ou non suivant les régions ; il est fonction de la taille du groupe et demeure rare, voire inexistant, pour les petits groupes.
Les juvéniles se mettent en quête de leur nourriture trois semaines après avoir quitté le nid et se nourrissent seuls à partir de six mois. Certains oiseaux continuent de demander leur nourriture jusqu'à huit ou neuf mois mais sont souvent ignorés par leurs parents. Ils atteignent leur taille adulte la première année. L'âge auquel les jeunes oiseaux se dispersent varie à travers le pays et dépend de l'agressivité de l'adulte dominant envers le sexe correspondant ; les mâles sont généralement expulsés plus jeunes que les femelles. Beaucoup quittent le groupe à environ un an, mais l'âge d'émancipation peut varier de huit mois à quatre ans.
Les Cassicans flûteurs vivent généralement jusqu'aux alentours de 25 ans, bien qu'on ait enregistré des spécimens ayant vécu jusqu'à l'âge de 30 ans. L'âge de la première reproduction varie selon les régions, mais la moyenne se situe entre trois et cinq ans.

## Distribution et habitat

Aire de répartition du Cassican flûteur en Australie et sur les îles environnantes.

Le Cassican flûteur vit dans la région du Trans-Fly (en), en Nouvelle-Guinée méridionale, entre la rivière Oriomo et le détroit princesse Marianne et dans la plus grande partie de l'Australie, en dehors de l'extrémité de la péninsule du cap York, du désert de Gibson, du Grand Désert de Sable et du sud-ouest de la Tasmanie. Des oiseaux provenant essentiellement de Tasmanie et du Victoria ont été introduits en Nouvelle-Zélande par les sociétés locales d'acclimatation d'Otago et du Canterbury dans les années 1860. La Société d'acclimatation de Wellington a ainsi libéré 260 oiseaux en 1874.
Les sous-espèces à dos blanc ont été réparties sur les deux îles principales tandis que les sous-espèces à dos noir se trouvent dans la région de Hawke's Bay. Elles y ont été introduites pour lutter contre les parasites agricoles et ont donc été protégées jusqu'en 1951. Il est possible que ces deux sous-espèces aient nui aux populations d'oiseaux indigènes du pays tels que le Méliphage tui (Prosthemadera novaeseelandiae) et le Carpophage de Nouvelle-Zélande (Hemiphaga novaeseelandiae) en attaquant parfois les nids pour voler les œufs et les oisillons, bien que les études de l'université de Waikato aient jeté le doute sur ce point et que bien des reproches faits au Cassican comme prédateur n'aient qu'une valeur anecdotique. Des tentatives d'introduction ont également eu lieu dans les îles Salomon et au Sri Lanka, mais l'espèce n'a pas réussi à s'y implanter. Elle s'est toutefois installée durablement dans l'Ouest de l'île de Taveuni, aux Fidji.
Le Cassican flûteur préfère les espaces ouverts comme les prairies, les champs et les zones résidentielles comme les parcs, jardins, terrains de golf et les rues parsemées d'arbres ou à proximité de forêts. Les oiseaux nichent et s'abritent dans les arbres, mais passent la plupart du temps sur le sol dans ces zones ouvertes à la recherche de nourriture. Ils logent également dans les plantations de pins matures, ces oiseaux n'occupant la forêt tropicale et la forêt sclérophylle humide qu'à proximité des zones défrichées. En général, il est constaté que leur population augmente en nombre et en étendue dans les zones défrichées. Des déclins locaux ont cependant pu être observés dans le Queensland lors d'une sécheresse en 1902 et en Tasmanie dans les années 1930, la cause pour ce second cas n'étant pas claire, mais le piégeage des lapins par appâts, l'arrachage des pins et la prolifération du Vanneau soldat (Vanellus miles) ont été mis en cause.

## Systématique

### Taxinomie

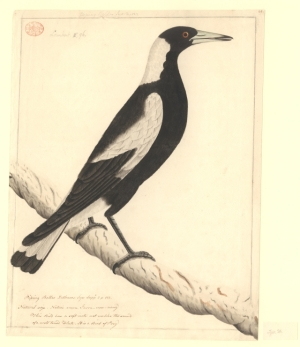
Un Cassican flûteur, illustré par le peintre de Port Jackson vers 1788-1797, l'une des premières représentations connues de cet oiseau.

L'ornithologue anglais John Latham décrivit le premier le Cassican flûteur en 1802 sous le nom de Coracias tibicen, à partir d'un individu collecté dans la région de Port Jackson, en Australie. Si dans la super-famille des Corvoidea on lui a donné un nom inspiré de la pie bavarde européenne, celle-ci est membre de la famille des Corvidae tandis que son homologue australien est placé dans la famille des Artamidae. À la suite d'une étude sur leur musculature effectuée par John Albert Leach en 1914, une homologie entre le Cassican flûteur et les espèces des genres Cracticus et Strepera a été identifiée. Dès lors les trois genres ont été placés dans la famille des Cracticidae mais la plupart des auteurs (Dickinson 2003, Gill 2009 et la commission ornithologique internationale) considère qu'il y a suffisamment de différence pour continuer de les séparer en deux familles
Les études phylogénétiques menées en 1985 par Charles Sibley et Jon Ahlquist ont permis d'identifier une étroite parenté entre les Artamidae et les Cracticidae. La classification réalisée à partir de cette étude place le Cassican flûteur et les langrayens de la famille des Artamidae au sein d'un nouveau clade nommé « Cracticini », l'actuelle famille des Artamidae.
Si le Cassican flûteur est placé dans son propre genre Gymnorhina par plusieurs autorités, comme Glen Milton Storr en 1952, ultérieurement d'autres auteurs comme Leslie Christidis et Walter Boles, le placent toujours dans le genre Cracticus : ils font valoir que son adaptation au mode de vie sur le sol ne suffit pas à le considérer comme un genre à part.
L'espèce a été subdivisée en trois dans la littérature zoologique d'une grande partie du XXe siècle : G. tibicen, G. hypoleuca et G. dorsalis. Il a été constaté plus tard que ces trois espèces s'hybridaient facilement et couramment là où leurs territoires se chevauchaient. Julian Ralph Ford a proposé qu'elles soient reclassées en une espèce unique en 1969, simplification que reconnaît la majorité des auteurs de publications récentes.

### Sous-espèces

Carte montrant la répartition des différentes sous-espèces du Cassican flûteur en Australie.

La majorité des auteurs considère actuellement qu'il existe neuf sous-espèces de Cassicans flûteurs ; il y a cependant d'importantes zones de chevauchement avec des formes intermédiaires entre les taxons. Une corrélation a été observée entre l'augmentation de la taille des oiseaux et la latitude, autrement dit : les sous-espèces du sud sont plus grandes que celles du nord, exception faite pour la sous-espèce de Tasmanie, qui est plus petite.
L'ancien type Gymnorhina tibicen, connu en anglais sous le nom de « pie à dos noir », est aujourd'hui reconnu comme représentant quatre sous-espèces :
- G. tibicen tibicen, la sous-espèce type, est une sous-espèce de grande taille trouvée depuis le Sud-Est du Queensland, aux environs de la baie Moreton et dans tout l'Est de la Nouvelle-Galles du Sud jusqu'à Moruya, près de la frontière du Victoria. Elle vit dans les régions côtières ou à proximité du littoral et est limitée dans l'Est de la cordillère australienne[6] ;
- G. tibicen terraereginae se trouve dans tout le Queensland en dehors de sa partie la plus occidentale et des régions côtières de la péninsule du cap York, dans le centre et l'Ouest de la Nouvelle-Galles du Sud et dans le Nord de l'Australie-Méridionale. C'est une sous-espèce de taille petite à moyenne[6]. Le plumage est le même que celui de la sous-espèce nominative, bien que la femelle ait la pointe noire de la queue plus courte. Les ailes et le tarse sont plus courts et le bec est proportionnellement plus long[74]. Cette sous-espèce a été initialement décrite par Gregory Mathews en 1912. Elle s'hybride avec la sous-espèce à dos blanc dite tyrannica dans le Nord du Victoria et le Sud de la Nouvelle-Galles du Sud. Les formes hybrides ont des bandes noires de différentes tailles au niveau du dos[75] ;
- G. tibicen eylandtensis, dite Top End Magpie soit « Cassican du Top End » par les anglophones, se trouve de la région du Kimberley dans le Nord de l'Australie-Occidentale, en passant dans le Territoire du Nord dans la Terre d'Arnhem et Groote Eylandt jusque dans la région du golfe de Carpentarie au Queensland[76]. Il s'agit d'une sous-espèce de petite taille avec un bec long et mince, les oiseaux de l'île de Groote Eylandt étant même peut-être plus petits que ceux du continent[77]. Elle a une étroite bande noire à l'extrémité de la queue et sur le dos[77], le mâle a une grande nuque blanche, la femelle, gris pâle[76]. Cette sous-espèce a été initialement décrite par H. L. Blanche en 1922. Elle s'hybride avec la sous-espèce, dite terraereginae, existant au sud-est du golfe de Carpentarie[76] ;
- G. tibicen longirostris, dite Long-billed Magpie soit « Cassican au long bec » par les anglophones, se trouve dans le Nord-Est de l'Australie-Occidentale, depuis la baie Shark jusqu'au nord du Pilbara[13]. Nommée en 1903 par Alex Milligan, il s'agit d'une sous-espèce de taille moyenne avec un bec long et mince. Milligan a supposé que le long bec était adapté aux conditions locales, ces oiseaux se nourrissant de scorpions et d'araignées venimeuses[78]. Il existe un vaste domaine d'hybridation avec la sous-espèce dorsalis localisée dans le Sud de l'Australie-Occidentale, depuis la baie Shark jusqu'au grand désert de Victoria[79].

L'ancien type Gymnorhina hypoleuca dit « pie à dos blanc » et initialement décrit par John Gould en 1837, est reconnu comme représentant trois sous-espèces :
- G. tibicen tyrannica, une sous-espèce à dos blanc de très grande taille que l'on trouve de la baie Twofold, au sud de la Nouvelle-Galles du Sud jusqu'à la région de Coorong au sud-est de l'Australie-Méridionale en passant par le Sud du Victoria. Cette sous-espèce a d'abord été décrite par Schodde et Mason en 1999[13]. Elle a une large bande noire sur la queue[77] ;
- G. tibicen telonocua se rencontre dans les péninsules d'Eyre et de Yorke ainsi qu'au sud-ouest de la chaîne Gawler en Australie-Méridionale. Décrite par Schodde et Mason en 1999[13], son nom de sous-espèce est une anagramme de « leuconota » (du latin leuco- pour « blanc » et notus pour « connu »). Elle est très similaire à tyrannica, différant toutefois par ses ailes plus courtes et sa taille plus petite. Son bec est relativement court par rapport aux autres sous-espèces. Il se trouve des formes intermédiaires dans la chaîne du Mont-Lofty et sur l'île Kangourou[73] ;
- G. tibicen hypoleuca est une sous-espèce de petite taille, à bec et ailes courts, trouvée sur les îles King et Flinders ainsi qu'en Tasmanie[13].

G. tibicen dorsalis, dite Western Magpie soit « Cassican de l'Ouest », a été initialement décrite comme une espèce distincte par Archibald James Campbell en 1895 et vit dans le Sud-Ouest de l'Australie-Occidentale. Le mâle adulte a le dos blanc et ressemble le plus à la sous-espèce telonocua, bien qu'il soit un peu plus grand avec un bec plus long et le bout noir de sa queue plus étroit. La femelle semble inhabituelle en ce sens qu'elle dispose d'un dos noir ou brun-noir avec les plumes sombres bordées de blanc. Cette zone devient d'un noir plus uniforme avec le vieillissement du plumage lorsque les bords sont rongés. Les deux sexes ont les cuisses noires.
G. tibicen papuana enfin est une sous-espèce peu connue du sud de la Nouvelle-Guinée. Le mâle adulte a le dos surtout blanc avec une fine bande noire et la femelle un dos noirâtre ; les plumes noires sont bordées de blanc comme chez la sous-espèce dorsalis. Elle a un long bec qui ressemble à celui de longirostris.

Principales sous-espèces du Cassican flûteur
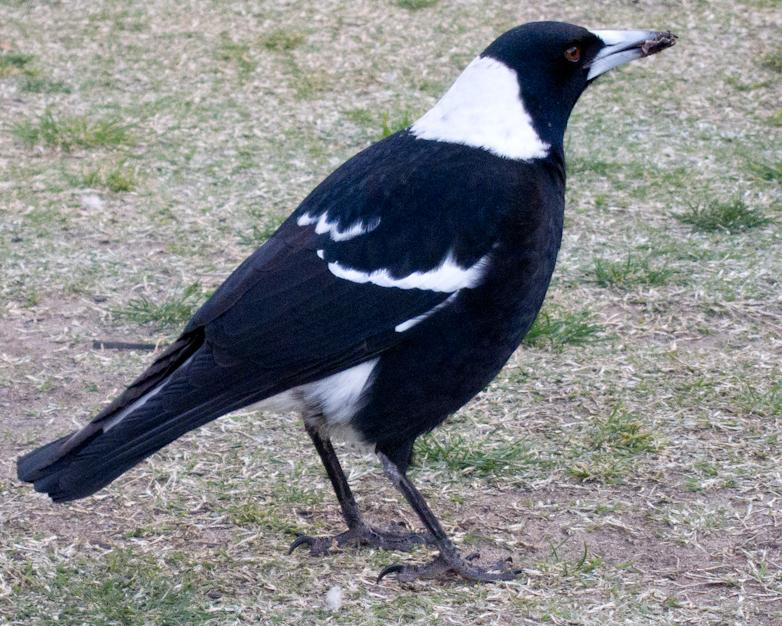
G. t. tibicen
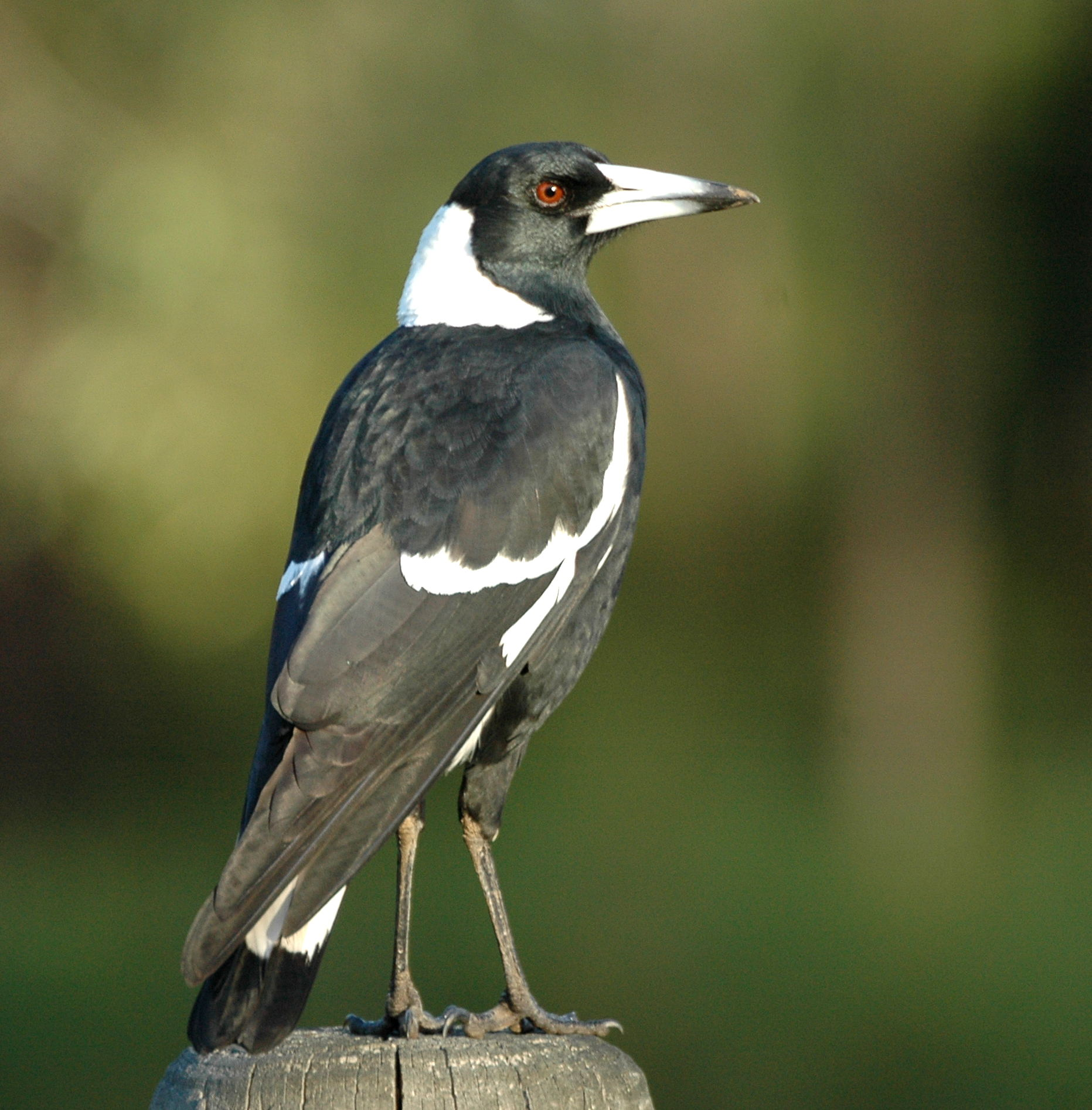
G. t. terraereginae
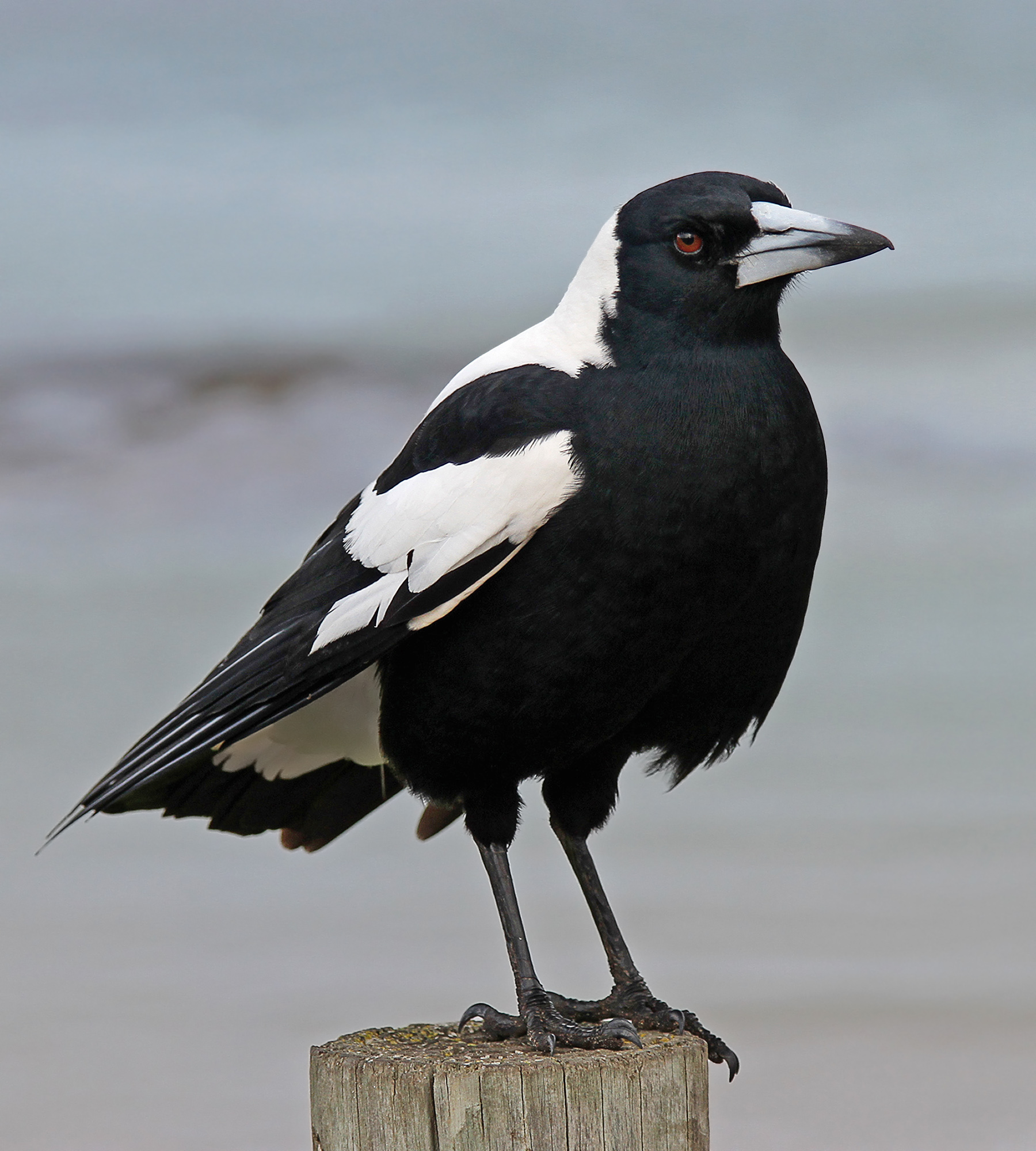
G. t. tyrannica
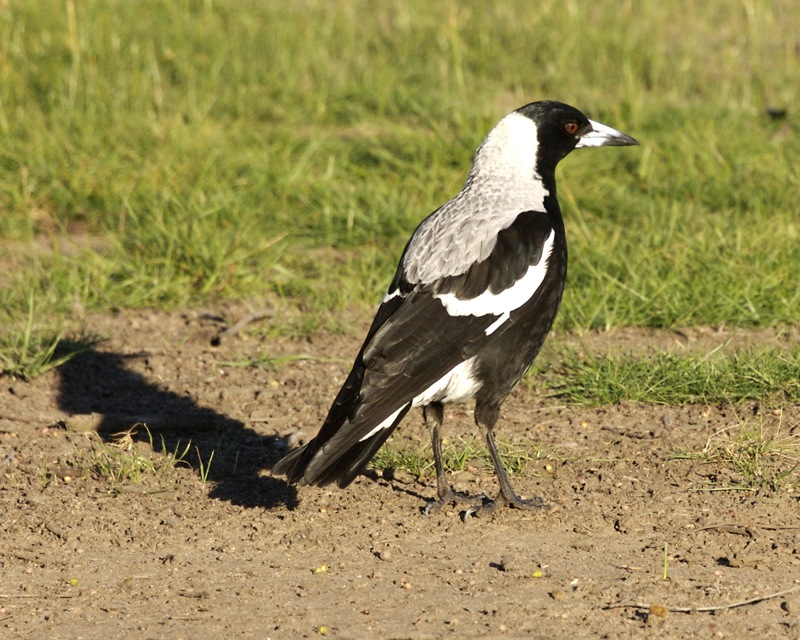
G. t. hypoleuca
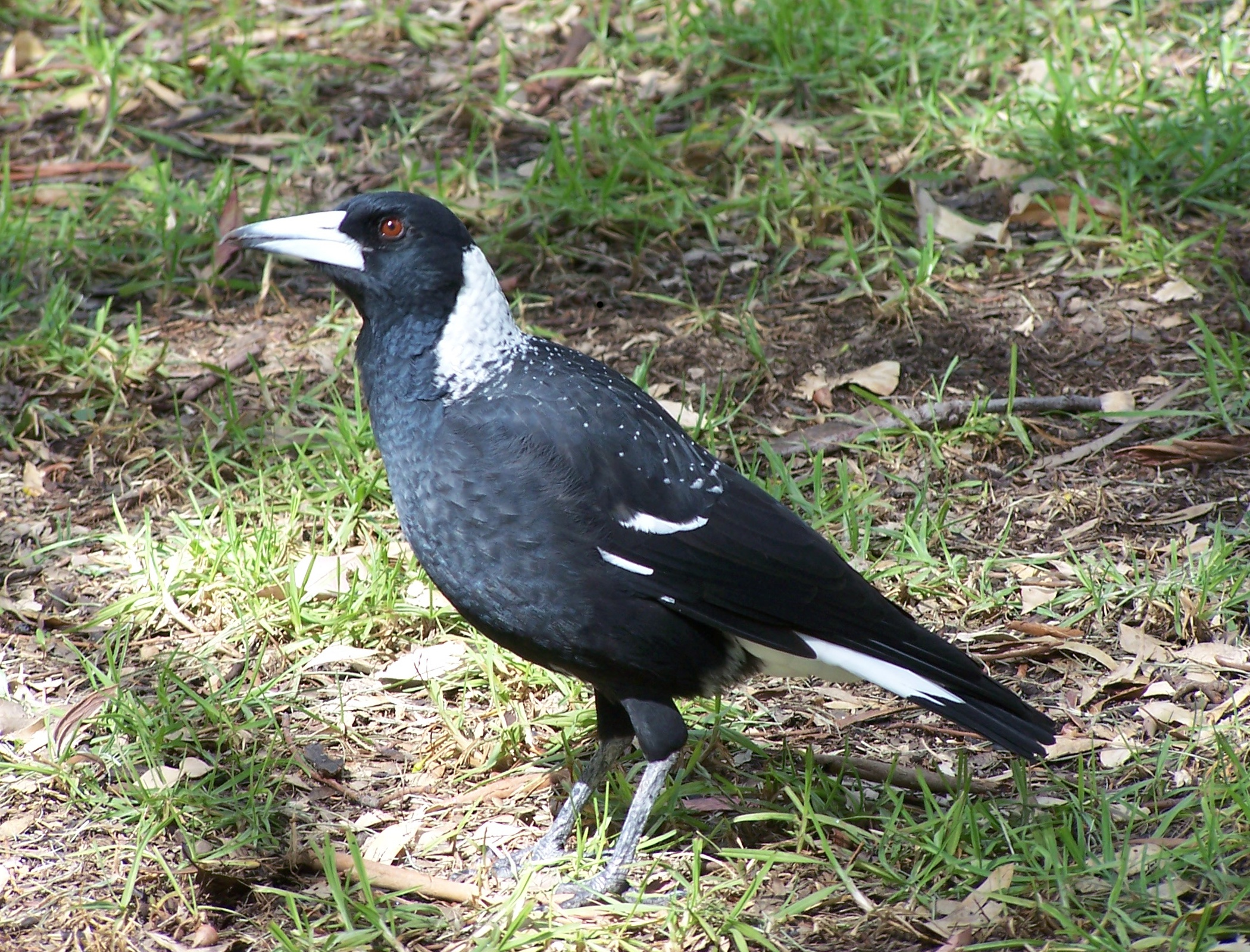
G. t. dorsalis (femelle)

## Relations avec les humains

### Attaques

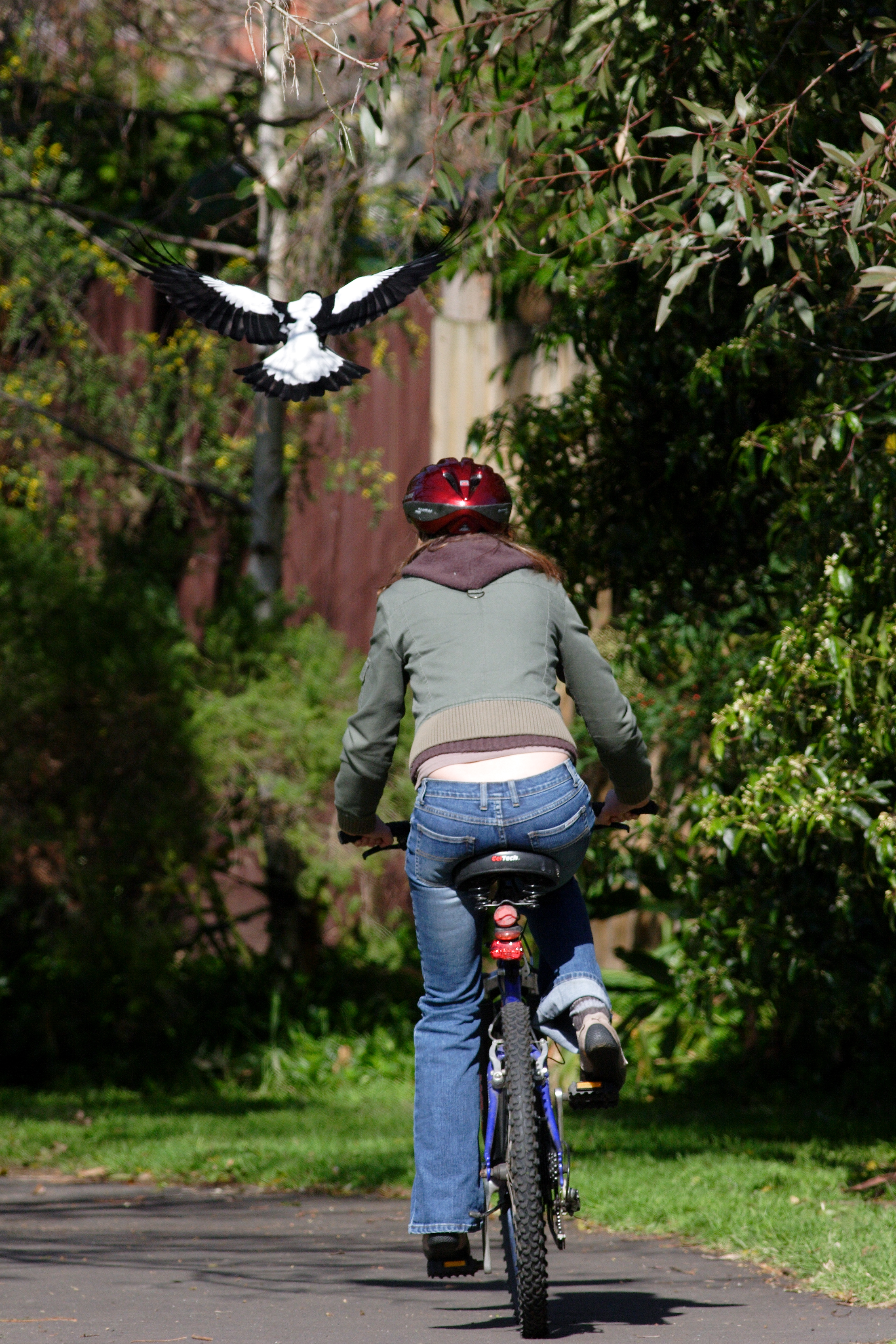
Un Cassican flûteur mâle volant près d'une cycliste en Australie.

Les cassicans sont omniprésents dans les zones urbaines de toute l'Australie et ils ont pris l'habitude des contacts avec les humains. Un petit pourcentage d'entre eux devient très agressif au cours de la saison de reproduction de fin août à début octobre, et peut parfois attaquer les passants en piqué. Le pourcentage de ces oiseaux agressifs est difficile à estimer, mais il est nettement inférieur à 9 %. Presque tous ces oiseaux (environ 99 %) sont des mâles qui attaquent généralement les piétons aux alentours de 50 m de leur nid et les cyclistes à environ 100 m. Les attaques commencent à l'éclosion des œufs, augmentent de fréquence et de gravité au fur et à mesure que les poussins grandissent et s'achèvent quand les oisillons quittent le nid.
Ces cassicans peuvent déployer une série croissante de comportements agressifs pour chasser les intrus. La première étape, la moins menaçante, est l'utilisation de cris d'alarme et de piqués lointains puis les oiseaux vont aller voler en arrière de la personne avant de se percher à proximité. Dans une étape suivante, le Cassican va s'abattre sur la personne par derrière ou sur le côté, émettre un bruit sec ou même piquer du bec le visage, le cou, les oreilles ou les yeux. Plus rarement, un oiseau peut piquer en bombe et frapper l'intrus (en général, un cycliste) avec sa poitrine. Rarement, un Cassican peut attaquer en se posant sur le sol en face d'une personne, s'envoler pour se poser sur la poitrine de la victime et lui picorer le visage et les yeux.
Ces attaques peuvent provoquer des blessures à la tête et en particulier aux yeux, avec de possibles décollements de rétine et des conjonctivites infectieuses à partir des bactéries trouvées sur le bec que l'oiseau utilise pour fouiller dans le sol. Un enfant de 13 ans serait mort du tétanos, apparemment après une blessure de Cassican, dans le Nord de la Nouvelle-Galles du Sud, en 1946. Il n'est pas rare qu'un Cassican fonçant de façon inattendue sur un cycliste entraîne une perte de contrôle du vélo et des blessures pour le conducteur,.

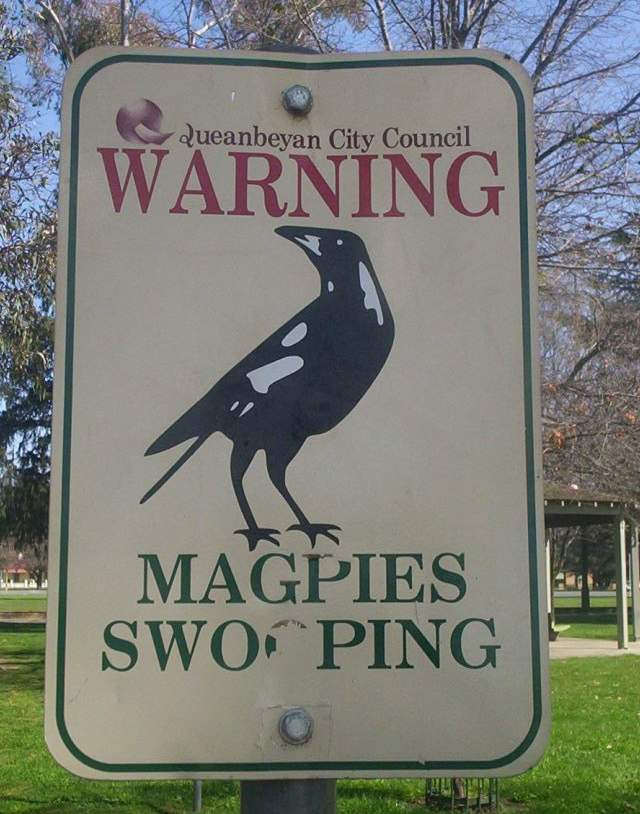
Un panneau d'avertissement à Queanbeyan intitulé « Warning - Magpies Swooping », en français « Attention - Attaques en piqué de Cassicans ».

S'il est nécessaire de marcher près du nid, il faut se coiffer d'un chapeau à large bord ou porter un parapluie qui dissuadera les oiseaux d'attaquer mais les bonnets et les casques de vélo protègent insuffisamment car les oiseaux attaquent les côtés de la tête et du cou. Des yeux peints sur des chapeaux ou des casques dissuaderont les attaques contre les piétons, mais pas contre les cyclistes. La fixation d'une longue perche avec un drapeau sur un vélo est aussi un moyen de dissuasion efficace. En 2008, l'utilisation de colliers de serrage sur le casque est devenu courant et semble être efficace. Les cassicans préfèrent fondre sur la tête par l'arrière et par conséquent, regarder l'oiseau bien en face peut aussi le décourager. L'utilisation d'un simple déguisement pour tromper le cassican (tel que peindre des yeux sur un chapeau ou porter des lunettes de soleil à l'arrière de la tête) peut aussi s'avérer efficace. Dans certains cas, les cassicans peuvent devenir extrêmement agressifs et attaquer les gens de face et il devient alors très difficile de dissuader ces oiseaux d'attaquer. Si on est attaqué, crier et agiter énergiquement les bras devrait dissuader l'oiseau d'une deuxième attaque. Si un oiseau présente une nuisance grave, les autorités locales peuvent décider de l'abattre légalement ou, plus simplement, de le capturer et le transférer dans une zone inhabitée. Ces cassicans doivent être déplacés sur une certaine distance étant donné que presque tous sont en mesure de retrouver leur chemin sur des distances de moins de 25 km. La destruction des nids n'est d'aucune utilité car les oiseaux les refont simplement et peuvent même se montrer plus agressifs la deuxième fois.

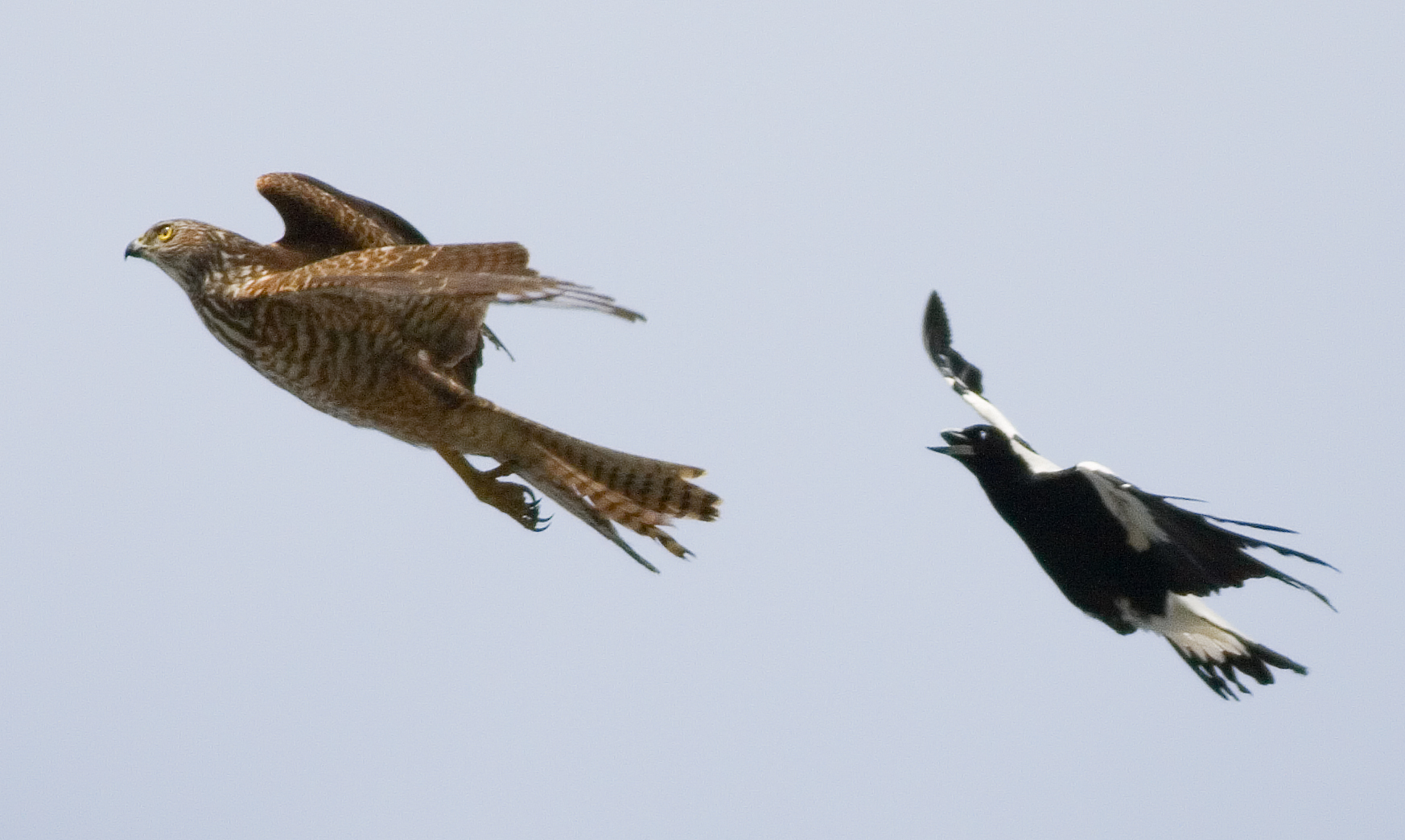
Un Cassican flûteur défendant son territoire contre un Autour australien.

Les Cassicans flûteurs sont une espèce protégée en Australie et il est donc illégal de les tuer ou de les blesser. Toutefois, cette protection est retirée dans certains États, dans le cas où un cassican attaque un humain, et il est alors permis de le tuer s'il est considéré comme particulièrement agressif (une telle disposition est prévue, par exemple, dans l'article 54 de la loi sur les parcs nationaux d'Australie-Méridionale). Certains affirment que l'on peut éviter ces attaques en nourrissant les oiseaux à la main. L'idée de base est que les humains devraient être moins perçus comme une menace par les oiseaux nicheurs. Il n'y a jamais eu d'étude systématique sur le sujet, même s'il y a des rapports sur son efficacité. Les cassicans prendraient l'habitude d'être nourris par les humains, et même s'ils restent sauvages, ils reviennent au même endroit pour chercher de la nourriture.

### Références culturelles

Le drapeau d'Australie-Méridionale avec le Piping Shrike.